# 桜木町 (さいたま市)
桜木町（さくらぎちょう）は、埼玉県さいたま市大宮区の町丁。現行行政地名は桜木町一丁目から桜木町四丁目。住居表示未実施地区。郵便番号は330-0854。

## 地理
大宮駅西口一帯の地域であり、一丁目から四丁目で構成され、大宮駅前が一丁目、北へ二丁目・三丁目が続き、国道17号の西が四丁目となる。
一丁目
大宮駅西口の南側、三橋中央通（駅前の大通り）を軸にした国道17号までにかけての一帯である。新幹線開業に合わせて「大宮駅西口」「大宮駅西口第二」土地区画整理事業が行われ、そごう大宮店（大宮スカイビル）、大宮ソニックシティや、武蔵野銀行本店、シーノ大宮などが立地する業務・商業エリアとなった。南側の中央区寄りでは「大宮駅西口第四」土地区画整理事業が実施されており、駅前という立地から予備校や専門学校なども集中する。
二丁目
大宮駅西口の北側から国道17号にかけての一帯であり、埼玉県道2号さいたま春日部線（旧国道16号）が東西に走る。駅前から県道までの区域が「大宮駅西口地区」に指定され、区画整理された。丸井などが入るショッピングセンター「DOM（ドン）」や「アルシェ」がある他は、銀行や飲食店の入る小規模の雑居ビルが林立している（目立つJACK大宮ビルは「錦町」に所在）。駅前や国道17号、県道の沿道は商店やビルが建ち並ぶが、通りから少し入ると、古い住宅地になる。県道2号の南側の埼玉県道121号大宮停車場大成線周辺は、市のまちづくりで「大宮駅西口第三地区」とされており、区画整理も検討されていたが、地元の合意形成が得られず進まなかった。2010年代に入り、地元主導による高層集合住宅を中心とした再開発の計画が進められている。県道2号の北に、駅からやや離れて日本郵政住宅もある。
三丁目
JR大宮総合車両センター（旧国鉄大宮工場）正門に隣接する地域であり、昔から鉄道工場労働者や鉄道関係者が多数居住する地域でもある。国鉄住宅跡地の「市営桜木駐車場」があり、将来のまちづくり用地とされている。地区の大半は低層の住宅街であるが、マンションタイプに集約されたJR東日本の社宅や独身寮もある。
四丁目
国道17号の西側一帯であり、鴻沼川が中央を南北に流れる地域である。川沿いは最近まで田圃があったが駐車場に転換されつつある。水害の常襲地帯であり、1998年（平成10年）9月16日の台風5号で溢水し、4丁目一帯が冠水して激甚災害に指定された。その後2006年、水害対策のため地区の南部に桜木調節池が建設され一定の効果を発揮したが、現在でも台風の度に増水し、新たに河道拡幅の工事が行われている。さいたま市立桜木小学校や桜木中学校があり、小学校は国道17号反対側の駅近くにあったものが、区画整理に伴い移転したものである。国道と三橋中央通りの交差点に「OLSビル」がある。

### 地価
商業地の地価は、2015年（平成27年）1月1日時点の公示地価によれば、桜木町1丁目8番1の地点で233万円/m2となっている。住宅地の地価は、2014年（平成26年）7月1日の埼玉県の地価調査によれば、桜木町4丁目824番6の地点で27万5000円/m2となっている。

## 歴史

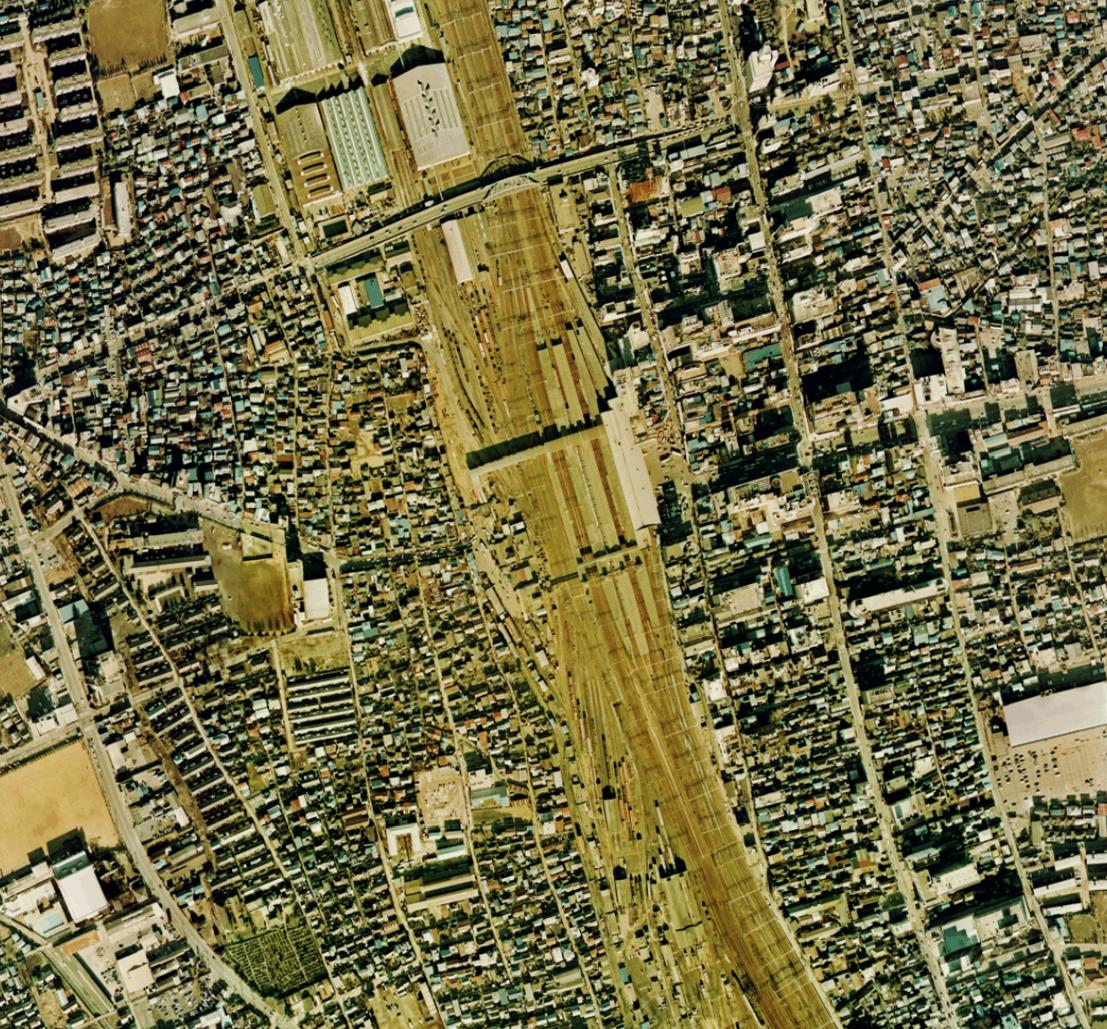
1974年の大宮駅周辺の航空写真。線路の左側が桜木町だが、区画整理が始まる前であり、街並みは現在と大きく異なる。

かつてはのどかな場所であり桜木町という町名はなく、東の大宮町、西の三橋村、南の与野町、北の日進村の境が集中する地区であった。
1894年（明治27年）、日本国有鉄道（当時は日本鉄道、現在はJR）大宮工場（現・JR東日本大宮総合車両センターなど）が大宮駅北側に隣接して開業したことから、工場正門に面する線路西側、現在の桜木町には工員や関係者、鉄道職員が暮らすようになる。駅に近い現在の桜木町1丁目大宮工場に程近い桜木町3丁目から大成町にかけては職員官舎（社宅に該当）、独身寮、大宮鉄道病院（1980年前半に廃止）などの厚生施設を建設し、国鉄の企業城下町となった。
1940年（昭和15年）に大宮町・三橋村・日進村が合併し大宮市となった。地区の一体化が進んだことから、かつて存在した庚申公園に植栽された桜の木により新町名「桜木町」となった。
第二次世界大戦後、混乱に紛れて不法占拠していたトタン波板葺きの家屋（いわゆるバラック街）から生まれた小規模な商店街や飲食店街が形成されたが、駅ビル建設や髙島屋等の大型店が出店した東口の賑わいには遠く及ばず、もっぱら朝晩の通勤通学利用に使われた（地元では西口を「どぶ板通り」と呼んでいた）。1967年（昭和42年）に「埼玉県大宮商工会館」（現在のソニックシティ前の鐘塚公園にあった地上7階のビル）が完成して西口のシンボルとなったが、駅前広場は手狭なままで、バスは商工会館裏側にあったバスターミナルまで歩くことを余儀なくされていた。

### 年表
- 1917年（大正6年） - アメリカより来日した婦人宣教師エリザベス・フローラ・アプタン（大宮名誉市民）が、現在の桜木町に当たる場所に「第二愛仕幼稚園」を開園する[10][11][12]。
- 1927年（昭和2年）
  - 3月15日 - 大宮駅西口開設。しかし、東口に大宮宿以来の市街地が広がっていたことから、西口は裏口の扱いが長く続いた。
  - 4月16日 - 聖愛幼稚園が開園する[13][14]。立地場所は現在の場所とは異なり、1948年（昭和23年）5月4日に現在地に移転している。
- 1932年（昭和7年）9月1日 - 省線電車（現、京浜東北線）が開業[15][16]。当時は田畑が多く残っていたが、この頃から耕地整理が実施され、小規模な宅地が増加していった。
- 1947年（昭和22年）9月1日 - 桜木町1丁目188-1に当たる場所に「桜木公民館」が開設される[17]。
- 1956年（昭和31年）11月1日 - 区画整理事業により、大宮市大字中小村田・大字大宮・大字土手宿・大字大成・大字櫛引の各一部から桜木町一丁目 - 四丁目が成立[9][18]（大字中小村田から桜木町二丁目 - 四丁目の各一部、大字大宮から桜木町一丁目 - 四丁目の各一部、大字土手宿から桜木町三丁目の一部、大字大成から桜木町二丁目・三丁目の各一部、大字櫛引から桜木町四丁目の一部が成立）。
- 1957年（昭和32年） - 地内に公営大宮桜木住宅が120戸建設される[9]。
- 1961年（昭和36年）7月 - 地内に埼玉県大宮商工会館が落成する[19]。
- 1963年（昭和38年） - 桜木町一丁目・二丁目を対象とした大宮駅西口周辺の大規模な再開発を含む土地区画整理事業を決定、「大宮駅西口土地区画整理事業」を発表した。1968年（昭和43年）より事業着手。
- 1967年（昭和42年）3月31日 - 地内に安楽寺幼稚園が開園する[13]。
- 1972年（昭和47年）
  - 11月25日 - 地内の一丁目188-1の場所（桜木公民館と同位置）に「大宮公民館」が開設される[17]。
  - この年 - 商工会館の移転を含めた「第二土地区画整理事業」を発表する。
- 1982年（昭和57年） - 東北新幹線・上越新幹線開業と同時に土地区画整理事業の一部が完成。
- 1987年（昭和62年）
  - 3月 - 地内に大宮スカイビルがオープンする[20]。
  - 8月 - 地内に大宮情報文化センター・JACK大宮がオープンする[20][21]。
- 1988年（昭和63年）4月 - 地内に大宮ソニックシティがオープンする[22]。
- 1990年（平成2年） - 一連の事業（大宮駅西口地区・大宮駅西口第二地区）を完了。
- 1994年（平成6年）6月30日 - 地内にアルシェがオープンする。
- 1995年（平成7年） - 「西口第四土地区画整理事業」に着手。
- 1998年（平成10年）9月 - 台風5号によって鴻沼川が氾濫。大宮駅西口付近では深刻な浸水被害が発生した。その後激甚災害に指定を受け桜木調節池が2006年（平成18年）[23]に整備された。
- 2001年（平成13年）5月1日 - 浦和市・大宮市・与野市が合併し、さいたま市が発足。同市の町丁となる。
- 2003年（平成15年）4月1日 - さいたま市が政令指定都市に移行し、同市大宮区の町丁となる。
- 2004年（平成16年） - 旧国鉄清算事業団所有地（大宮鐘塚A地区）の再開発事業により、シーノ大宮が開業。
- 2015年（平成27年） - 「西口第3-B地区」再開発事業が都市計画決定。
- 2018年（平成30年）
  - 月日不明 - 武蔵野銀行本店（大宮鐘塚C地区）の再開発事業に着手。
  - 4月 - 桜木町一丁目・二丁目が暴力団排除特別強化地域に指定される。暴力団員との間で みかじめ料のやり取りが禁止された[24]。

### 字
旧地名は大字大宮字鐘塚など。また西口には旭町、中小町という町名も存在したが、現在は桜木町に編入されている。

## 世帯数と人口
2017年（平成29年）9月1日時点の世帯数と人口は、以下のとおりである。
| 丁目         | 世帯数    | 人口    |
| ------------ | --------- | ------- |
| 桜木町一丁目 | 535世帯   | 1,122人 |
| 桜木町二丁目 | 835世帯   | 1,401人 |
| 桜木町三丁目 | 644世帯   | 1,247人 |
| 桜木町四丁目 | 2,783世帯 | 5,883人 |
| 計           | 4,797世帯 | 9,653人 |

## 小・中学校の学区
市立小・中学校に通う場合、学区（校区）は以下のとおりとなる。
| 丁目         | 区域 | 小学校                 | 中学校                 |
| ------------ | ---- | ---------------------- | ---------------------- |
| 桜木町一丁目 | 全域 | さいたま市立桜木小学校 | さいたま市立桜木中学校 |
| 桜木町二丁目 | 全域 | さいたま市立桜木小学校 | さいたま市立桜木中学校 |
| 桜木町三丁目 | 全域 | さいたま市立桜木小学校 | さいたま市立桜木中学校 |
| 桜木町四丁目 | 全域 | さいたま市立桜木小学校 | さいたま市立桜木中学校 |

## 交通

### 鉄道
- 大宮駅

### バス
バス停留所
- 大宮駅西口
- ソニックシティ前
- 新国道
- 切引川
- 桜木4丁目
- 所沢新道
- 市営駐車場前
- 桜木町三丁目
- あおぞら保育園

### 道路
- 国道17号（与野大宮道路）
- 埼玉県道2号さいたま春日部線（旧国道16号）
- 埼玉県道121号大宮停車場大成線
- 与野中央通り
- 都市計画道路 三橋中央通線
- 都市計画道路 工機部前通り線
- 都市計画道路 桜木広路線

## 地域

### 公園
- 鐘塚公園（1丁目）
- 桜成公園（2丁目）
- 桜木神明公園（3丁目）
- 桜木三丁目公園（3丁目）
- 桜四条公園（4丁目）

### 教育
- 飛鳥未来きずな高等学校大宮キャンパス（1丁目）[26]
- 聖愛幼稚園（2丁目）
- 大宮国際動物専門学校（2丁目）
- さいたま市立桜木小学校（4丁目）
- さいたま市立桜木中学校（4丁目）
- 大宮理容美容専門学校（4丁目）

### 寺社
- 庚申神社（1丁目）
- 安楽寺（1丁目） - 安楽寺幼稚園を運営していた[27]。
- 西福寺（2丁目）
- 神明神社（3丁目）
- 薬師堂（4丁目）

### 施設
町域が大宮駅前であるため数多くの商業施設や民間施設が立地する。
1丁目
- 大宮ソニックシティ
- 大宮スカイビル
- そごうパーキング館
- シーノ大宮
  - さいたま市立桜木図書館
  - 桜木公民館
- 市営大宮駅西口自転車駐車場
- 大宮JPビル郵便局
- 武蔵野銀行本店
- 八十二銀行大宮支店
- SBI新生銀行大宮支店
- アレフ大宮施設

2丁目
- アルシェ - 1994年（平成6年）6月30日開業。FM NACK5のサテライトスタジオ「STUDIO ARCHE」がある。
  - 西武バス販売センター
- 大宮駅西口DOMショッピングセンター - 正式名称：大宮西口共同ビル。フジタ工業が施工し、1982年開業。
- 大宮桜木町郵便局
- 大宮サクラスクエア
  - 埼玉りそな銀行大宮西支店
- 東京スター銀行大宮支店
- 埼玉縣信用金庫大宮西支店
- 日本聖公会大宮聖愛教会
- 郵政宿舎
- 桜木町2丁目第一区自治会館

3丁目
- 大宮総合車両センター（一部）
- 桜木町3丁目自治会館

4丁目
- 大同生命さいたま大宮ビル（旧OLSビル、旧大宮法科大学院大学）
- 大宮公証センター
- 阿含宗大宮道場
- むさし証券本店
- きらやか銀行大宮支店
- 桜木調節池・桜木四丁目南公園
- さいたま市水道局大宮配水場
- 桜木町四丁目自治会館

- 桜木町に面した大宮駅西口
- 大宮駅西口DOMショッピングセンター
- 大宮アルシェ
- そごう大宮店